# Dave Simmonds
Dave Simmonds (Londra, 25 ottobre 1939 – Rungis, 23 ottobre 1972) è stato un pilota motociclistico britannico vincitore di un titolo nel motomondiale.

## Carriera
Figlio di un dipendente della British Overseas Airways Corporation, Simmonds debuttò nelle competizioni nel 1960, in sella ad un Itom 50 cm³, insieme al fratello Mike. Nel 1963 debuttò nel Motomondiale, partecipando al Tourist Trophy nelle classi 50 e 125 in sella a delle Tohatsu; in quella stagione vinse il titolo britannico della ottavo di litro.
Simmonds correrà con le Tohatsu (affiancate da Honda e Greeves) fino al 1966, senza raccogliere punti (con l'eccezione del TT '66, dove terminò al 6º posto la gara della 50 con una Honda).
Nel 1967 Simmonds firmò per la Kawasaki, con cui corse in 125, 250 e 350, con risultati poco soddisfacenti, per via della scarsa affidabilità delle moto. Dopo un 1968 dai risultati pressoché analoghi, la Casa giapponese decise di ritirarsi, lasciando le moto a Simmonds per la stagione '69. Il pilota inglese dominerà la stagione della 125, vincendo il titolo (il primo per la Kawasaki) e 8 GP, di cui 7 consecutivi.
Il 1970 di Simmonds fu meno fortunato della stagione precedente: terminò al 4º posto nel Mondiale della ottavo di litro, con una sola vittoria, in Finlandia. Oltre alla 125, il pilota inglese portò in gara anche la H1R 500 tre cilindri. Nella stagione '71 Simmonds corse in 125 e in 500, ottenendo due vittorie (a Hockenheim in 125 e al Jarama in 500, prima vittoria della Kawasaki nella classe regina).
Nel 1972 l'inglese continuò a correre con le Kawasaki 125 e 500, terminando la stagione al 6º posto in 125 e al 7º in 500. Dopo la fine del Mondiale, Simmonds partecipò a una gara internazionale a Rungis, alla periferia di Parigi. Terminata la gara, Simmonds, insieme al collega Billie Nelson, si precipitò ad aiutare Jack Findlay, il cui furgone stava bruciando nel paddock. L'esplosione di una bombola di gas ustionerà gravemente Simmonds, morto l'indomani.

## Risultati nel motomondiale

### Classe 50
| 1966 | Classe | Moto  |   |   |    |   |    |    |    |    |    |   |   |   |  | Punti | Pos. |
| ---- | ------ | ----- | - | - | -- | - | -- | -- | -- | -- | -- | - | - | - |  | ----- | ---- |
| 1966 | 50     | Honda | - | - | NE | - | NE | NE | NE | NE | NE | 6 | - | - |  | 1     | 13º  |

| Legenda | 1º posto        | 2º posto            | 3º posto            | A punti      | Senza punti        | Grassetto – Pole position Corsivo – Giro più veloce |
| Legenda | Gara non valida | Non qual./Non part. | Ritirato/Non class. | Squalificato | '-' Dato non disp. | Grassetto – Pole position Corsivo – Giro più veloce |

### Classe 125
| 1963 | Classe | Moto    |   |   |   |    |   |   |   |   |   |   |   |   |  | Punti | Pos. |
| ---- | ------ | ------- | - | - | - | -- | - | - | - | - | - | - | - | - |  | ----- | ---- |
| 1963 | 125    | Tohatsu | - | - | 8 | 15 | - | - | - | - | - | - | - | - |  | 0     |      |

| 1966 | Classe | Moto    |   |   |    |   |    |   |   |   |   |    |   |   |  | Punti | Pos. |
| ---- | ------ | ------- | - | - | -- | - | -- | - | - | - | - | -- | - | - |  | ----- | ---- |
| 1966 | 125    | Tohatsu | 7 | - | NE | - | NE | - | - | - | - | 11 | - | - |  | 0     |      |

| 1967 | Classe | Moto     |   |   |   |   |   |    |   |   |   |   |   |   |   | Punti | Pos. |
| ---- | ------ | -------- | - | - | - | - | - | -- | - | - | - | - | - | - | - | ----- | ---- |
| 1967 | 125    | Kawasaki | 7 | - | 5 | 4 | - | NE | - | - | 3 | - | - | - | - | 9     | 13º  |

| 1968 | Classe | Moto     |   |   |     |     |    |   |   |   |   |   |  |  |  | Punti | Pos. |
| ---- | ------ | -------- | - | - | --- | --- | -- | - | - | - | - | - |  |  |  | ----- | ---- |
| 1968 | 125    | Kawasaki | - | - | Rit | Rit | NE | - | - | - | - | 4 |  |  |  | 3     | 14º  |

| 1969 | Classe | Moto     |   |   |   |   |   |   |   |   |   |    |   |   |  | Punti | Pos. |
| ---- | ------ | -------- | - | - | - | - | - | - | - | - | - | -- | - | - |  | ----- | ---- |
| 1969 | 125    | Kawasaki | - | 1 | 2 | 1 | 1 | 1 | 1 | 1 | 1 | NE | 1 | 2 |  | 90    | 1º   |

| 1970 | Classe | Moto     |   |     |   |   |   |   |   |   |   |    |   |   |  | Punti | Pos. |
| ---- | ------ | -------- | - | --- | - | - | - | - | - | - | - | -- | - | - |  | ----- | ---- |
| 1970 | 125    | Kawasaki | - | Rit | - | - | 2 | 2 | 4 | 3 | 1 | NE | - | - |  | 57    | 4º   |

| 1971 | Classe | Moto     |   |   |   |   |   |   |   |   |   |    |   |   |  | Punti | Pos. |
| ---- | ------ | -------- | - | - | - | - | - | - | - | - | - | -- | - | - |  | ----- | ---- |
| 1971 | 125    | Kawasaki | - | 1 | - | - | - | - | 4 | 5 | 5 | NE | 6 | 4 |  | 48    | 6º   |

| 1972 | Classe | Moto     |   |   |   |   |   |   |   |   |   |   |   |   |   | Punti | Pos. |
| ---- | ------ | -------- | - | - | - | - | - | - | - | - | - | - | - | - | - | ----- | ---- |
| 1972 | 125    | Kawasaki | 4 | 4 | - | - | - | - | 3 | 7 | - | - | - | 5 | 4 | 44    | 6º   |

| Legenda | 1º posto        | 2º posto            | 3º posto            | A punti      | Senza punti        | Grassetto – Pole position Corsivo – Giro più veloce |
| Legenda | Gara non valida | Non qual./Non part. | Ritirato/Non class. | Squalificato | '-' Dato non disp. | Grassetto – Pole position Corsivo – Giro più veloce |

### Classe 250
| 1966 | Classe | Moto  |     |   |   |   |   |   |   |   |   |   |   |   |  | Punti | Pos. |
| ---- | ------ | ----- | --- | - | - | - | - | - | - | - | - | - | - | - |  | ----- | ---- |
| 1966 | 250    | Honda | Rit | - | - | - | - | - | - | - | - | - | - | - |  | 0     |      |

| 1967 | Classe | Moto     |   |   |   |   |   |   |   |   |   |   |   |   |   | Punti | Pos. |
| ---- | ------ | -------- | - | - | - | - | - | - | - | - | - | - | - | - | - | ----- | ---- |
| 1967 | 250    | Kawasaki | 7 | - | - | 4 | 5 | - | - | - | - | - | - | - | - | 5     | 10º  |

| 1968 | Classe | Moto     |   |   |   |   |   |   |   |   |   |   |  |  |  | Punti | Pos. |
| ---- | ------ | -------- | - | - | - | - | - | - | - | - | - | - |  |  |  | ----- | ---- |
| 1968 | 250    | Kawasaki | - | - | - | - | 8 | - | - | - | - | - |  |  |  | 0     |      |

| 1969 | Classe | Moto     |   |   |   |     |   |   |   |   |     |   |   |   |  | Punti | Pos. |
| ---- | ------ | -------- | - | - | - | --- | - | - | - | - | --- | - | - | - |  | ----- | ---- |
| 1969 | 250    | Kawasaki | - | - | - | Rit | - | 9 | - | - | Rit | - | 8 | - |  | 5     | 31º  |

| 1971 | Classe | Moto     |   |   |   |   |   |   |   |   |   |   |   |   |  | Punti | Pos. |
| ---- | ------ | -------- | - | - | - | - | - | - | - | - | - | - | - | - |  | ----- | ---- |
| 1971 | 250    | Kawasaki | - | - | - | - | - | - | 9 | - | - | - | - | - |  | 2     | 42º  |

| Legenda | 1º posto        | 2º posto            | 3º posto            | A punti      | Senza punti        | Grassetto – Pole position Corsivo – Giro più veloce |
| Legenda | Gara non valida | Non qual./Non part. | Ritirato/Non class. | Squalificato | '-' Dato non disp. | Grassetto – Pole position Corsivo – Giro più veloce |

### Classe 350
| 1966 | Classe | Moto           |    |   |   |   |    |   |   |   |   |   |   |   |  | Punti | Pos. |
| ---- | ------ | -------------- | -- | - | - | - | -- | - | - | - | - | - | - | - |  | ----- | ---- |
| 1966 | 350    | Norton e Honda | NE | - | - | - | NE | - | - | - | 5 | - | - | - |  | 2     | 23º  |

| 1968 | Classe | Moto     |   |    |     |   |    |   |   |    |   |   |  |  |  | Punti | Pos. |
| ---- | ------ | -------- | - | -- | --- | - | -- | - | - | -- | - | - |  |  |  | ----- | ---- |
| 1968 | 350    | Kawasaki | - | NE | Rit | 6 | NE | - | - | NE | - | - |  |  |  | 1     | 18º  |

| 1969 | Classe | Moto     |   |    |    |   |   |    |   |   |   |   |   |   |  | Punti | Pos. |
| ---- | ------ | -------- | - | -- | -- | - | - | -- | - | - | - | - | - | - |  | ----- | ---- |
| 1969 | 350    | Kawasaki | - | 10 | NE | - | - | NE | 9 | - | - | - | - | - |  | 3     | 40º  |

| Legenda | 1º posto        | 2º posto            | 3º posto            | A punti      | Senza punti        | Grassetto – Pole position Corsivo – Giro più veloce |
| Legenda | Gara non valida | Non qual./Non part. | Ritirato/Non class. | Squalificato | '-' Dato non disp. | Grassetto – Pole position Corsivo – Giro più veloce |

### Classe 500
| 1970 | Classe | Moto     |     |    |   |     |    |    |   |    |     |  |  |   |  | Punti | Pos. |
| ---- | ------ | -------- | --- | -- | - | --- | -- | -- | - | -- | --- |  |  | - |  | ----- | ---- |
| 1970 | 500    | Kawasaki | Rit | 12 | 6 | Rit | 12 | 12 | 8 | NE | Rit |  |  | 9 |  | 10    | 20º  |

| 1971 | Classe | Moto     |   |   |   |   |   |   |    |   |   |   |   |   |  | Punti | Pos. |
| ---- | ------ | -------- | - | - | - | - | - | - | -- | - | - | - | - | - |  | ----- | ---- |
| 1971 | 500    | Kawasaki | - | - | - | 3 | - | - | NE | 6 | 2 | - | 3 | 1 |  | 52    | 4º   |

| 1972 | Classe | Moto     |   |   |   |   |   |   |   |   |   |   |   |   |   | Punti | Pos. |
| ---- | ------ | -------- | - | - | - | - | - | - | - | - | - | - | - | - | - | ----- | ---- |
| 1972 | 500    | Kawasaki | 4 | - | - | - | - | - | 4 | - | - | - | 4 | 5 | 2 | 42    | 7º   |

| Legenda | 1º posto        | 2º posto            | 3º posto            | A punti      | Senza punti        | Grassetto – Pole position Corsivo – Giro più veloce |
| Legenda | Gara non valida | Non qual./Non part. | Ritirato/Non class. | Squalificato | '-' Dato non disp. | Grassetto – Pole position Corsivo – Giro più veloce |